# لوئیس گراخدا
لوئیس گراخدا (اسپانیایی: Luis Grajeda‎; ۲۱ ژوئن ۱۹۳۷ – ۱۵ ژانویهٔ ۲۰۱۹) بازیکن بسکتبال اهل مکزیک بود. وی در بازی‌های المپیک تابستانی ۱۹۶۴ و ۱۹۶۸ شرکت کرده‌است.